# Войцехув (Намисловський повіт)
Войцехув (пол. Wojciechów, нім. Woitsdorf) — село в Польщі, у гміні Вількув Намисловського повіту Опольського воєводства.
Населення — 336 осіб (2011).
У 1975-1998 роках село належало до Опольського воєводства.

## Демографія
Демографічна структура станом на 31 березня 2011 року:
|          | Загалом | Допрацездатний вік | Працездатний вік | Постпрацездатний вік |
| -------- | ------- | ------------------ | ---------------- | -------------------- |
| Чоловіки | 165     | 37                 | 110              | 18                   |
| Жінки    | 171     | 44                 | 97               | 30                   |
| Разом    | 336     | 81                 | 207              | 48                   |